# Bromargyrit
Bromargyrit (Rammelsberg, 1860), chemický vzorec AgBr, je krychlový minerál.

Název podle chemického složení.

## Původ
Vzácný druhotný minerál oxidační zóny stříbrných ložisek, zejména v suchých oblastech.

## Morfologie
Tvoří hrubé krychle, hlavně celistvé agregáty v kůrách a povlacích. Na krystalech jsou vyvinuty tvary a{001}, d{011}, o{111}, dvojčatí podle {111} ale méně často než chlorargyrit.

## Vlastnosti
- Fyzikální vlastnosti: Tvrdost 2,5, hustota 6,474 g/cm³, štěpnost chybí, lom nerovný až téměř miskovitý nebo pololasturnatý až lasturnatý. Je plastický, dá se krájet a řezat nožem.
- Optické vlastnosti: Barva: nažloutlá, zelenohnědá, jasně zelená. Na čerstvém lomu je bezbarvý nebo šedý, někdy se zeleným nebo nahnědlým odstínem. Působením světla tmavne, stává se fialově nahnědlým až černým. Lesk diamantový v čerstvém stavu, jinak je až voskový, smolný, průhlednost: průhledný až průsvitný, vryp bílý až nažloutlý.
- Chemické vlastnosti: Složení: Stříbro 57,45 %, Brom 42,55 %. Rozpouští se v roztoku NH4OH, KCN a Na2S2O3. Před dmuchavkou se taví bez rozkládání. Kousek bromargyritu, rozprostřený na kousek zinku a smočen kapkou vody, bobtná, černá a nakonec zcela redukuje na kovové stříbro.

## Podobné minerály
- jodargyrit, chlorargyrit

## Parageneze
- stříbro, jodargyrit, smithsonit, Fe–Mn oxidy

## Naleziště
Vzácný minerál, přesto nacházen na řadě nalezišť.
- Česko – na Liberecku
- Německo – Dernbach, Bad Ems
- Mexiko – San Luis Potosí (Charcas, La Paz), Zacatecas (Pinos, Zacatecas)
- Chile – se stříbrem a jodargyritem na ložisku Chañarcillo (j. od Copiapó)
- Austrálie – naleziště Broken Hill a Kintore
- a další.